# Wustung bei Schnepfenmühle

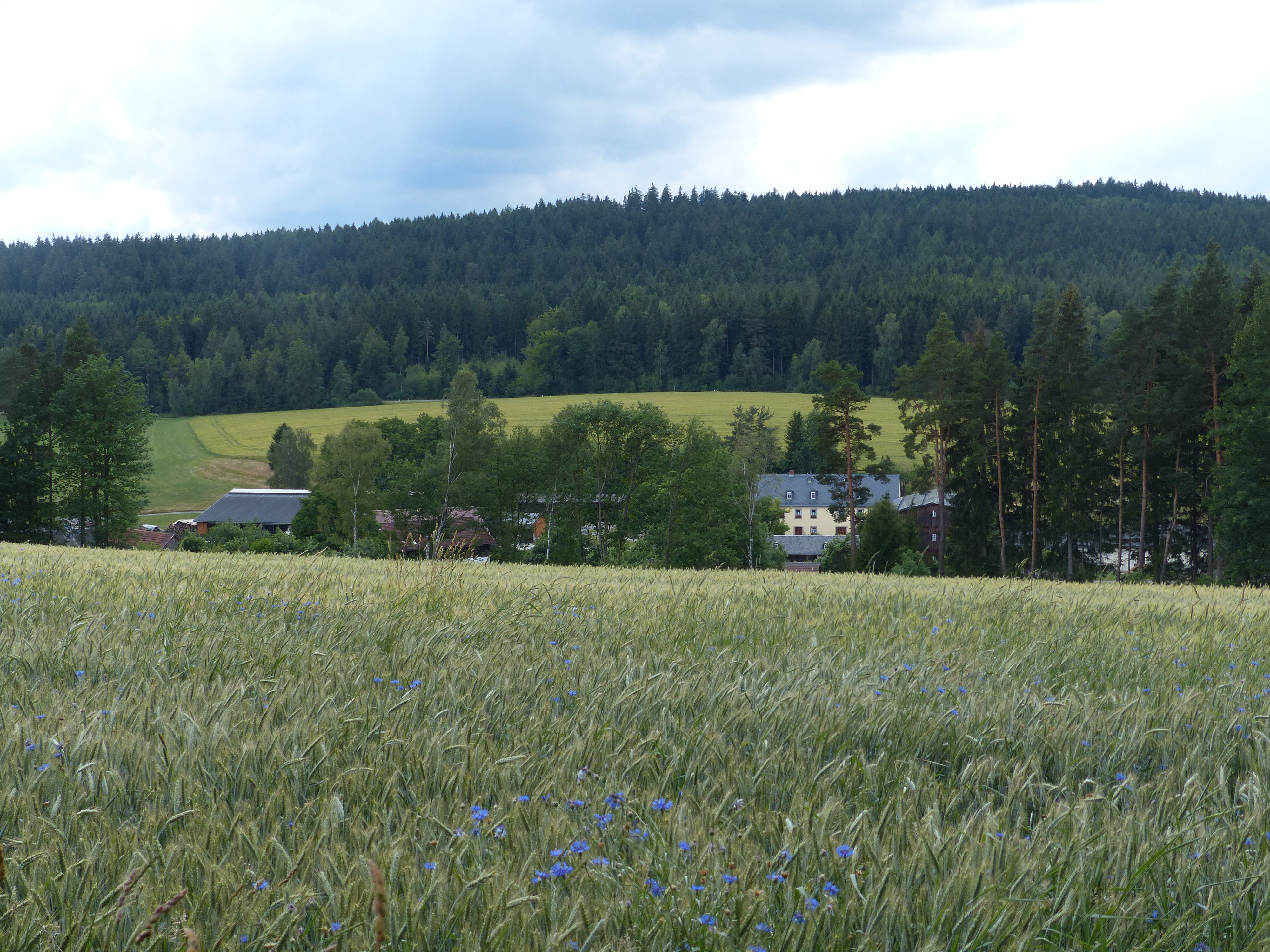
Ortsansicht aus Richtung des Großen Kornbergs

Wustung bei Schnepfenmühle ist ein Gemeindeteil der Stadt Kirchenlamitz im Landkreis Wunsiedel im Fichtelgebirge (Oberfranken, Bayern).
Die durch die Lamitz getrennten Gemeindeteile Schnepfenmühle und Wustung bei Schnepfenmühle grenzen aneinander. Wustung bei Schnepfenmühle liegt orographisch links und westlich der Lamitz. Von Schnepfenmühle führt eine Landstraße nach Dörflas bei Kirchenlamitz. Eine Verbindungsstraße führt zur Landstraße von Niederlamitz über Fahrenbühl nach Schwarzenbach an der Saale, parallel zur Staatsstraße 2177. 
Der Name Wustung deutet darauf hin, dass der Ort früher eine Wüstung war und dann wiederbesiedelt wurde. Vermutlich hieß der Ort zuvor Paulegrün.